# Almojarifazgo
El almojarifazgo era un impuesto aduanero que se pagaba por el traslado de mercancías que ingresaban o salían del Reino de España o que transitaban entre los diversos puertos (peninsulares o americanos), equivalente al actual arancel. Los que lo cobraban se llamaban almojarifes, nombre que también llevaban los tesoreros encargados de la totalidad de la Real Hacienda.

## Origen
Fue creado en la Corona de Castilla por Alfonso X, junto con la alcabala, para gravar la actividad generada con el desarrollo del comercio interior y exterior. En los últimos años del reinado de Alfonso XI se consideró posible la definitiva sustitución de los antiguos almojarifes hebraicos por tesoreros y administradores cristianos, aunque mantenía la excepción en la corte. Fue acordado en las Cortes de Alcalá de 1348.

## Origen de la palabra
Se llamaba de esta forma porque el encargado de la recaudación de este impuesto era el almojarife (término de origen árabe equivalente al de ‘inspector’).

## Parte del que es
El almojarifazgo era un Derecho que se pagaba por los géneros o mercaderías que salían del reino, por los que se introducían en él, o por aquellos con que se comerciaba de un puerto a otro dentro de España.

## Impuesto
En su inicio, el almojarifazgo era un porcentaje sobre la importación de toda clase de productos, y su monto era fijado en relación con el valor de estos en las Indias y no por el precio que tuvieran estas en el puerto de embarque, además, iba aumentando de acuerdo al tramo de movimiento de mercaderías.
Fue suprimido en 1783, siendo refundida su recaudación en los aranceles.